# Transsion
Transsion Holdings est un fabricant chinois de téléphones mobiles basé à Shenzhen. C'est le plus grand fabricant de smartphones en termes de ventes en Afrique en 2023. Il vend également des téléphones mobiles au Moyen-Orient, en Asie du Sud-Est, en Asie du Sud et en Amérique latine mais ne vend aucun téléphone en Chine.
Ses marques comprennent des marques de téléphones telles que Itel, Tecno, Infinix, la marque de services après-vente Carlcare et des accessoires sous la marque Oraimo.
Transsion fabrique les téléphones en Chine, en Indonésie, au Pakistan, en Ethiopie, au Bangladesh et depuis peu en Inde.

## Histoire
Transsion Holdings Pvt Ltd est fondée sous le nom de Transsion Technology à Hong Kong en 2006, avec une spécialisation dans le développement, la fabrication, la vente et les services de produits de communication mobile. Transsion entre sur le marché africain avec ses marques Tecno et Itel, et se concentre sur le marché africain en juillet 2008, initialement avec des téléphones multifonctions.
En 2014, Transsion sort son premier smartphone.
Transsion crée sa filiale nigériane en juin 2008 et possède des filiales dans sept pays d'Afrique en octobre de la même année.
En 2011, Transsion ouvre une usine de fabrication en Éthiopie.
En 2017, Transsion entre sur le marché indien en acquérant Spice Digital, une marque indienne de téléphones.
En 2017, la part de marché combinée des marques de smartphones de Transsion en Afrique dépasse celle de Samsung, faisant de Transsion le plus grand fabricant de smartphones pour le marché africain au quatrième trimestre,.
En 2018, la tentative de rachat inversé de Transsion échoue. En octobre 2018, Transsion Holdings commence à produire des smartphones dans sa nouvelle usine de fabrication au Bangladesh.
En septembre 2019, Transsion Holdings devient une société cotée en bourse en étant cotée à la section STAR Market de la Bourse de Shanghai.
Au deuxième trimestre 2023, Transsion devient l'un des cinq principaux fournisseurs de smartphones au monde, expédiant 22,7 millions de smartphones pour une part de marché de 9 %. Pourtant, le pays ne vend toujours aucun téléphone sur le marché chinois, basant sa stratégie sur les exportations. En Afrique, Transsion détient 40 % du marché des smartphones en 2023.

## Opérations
Transsion vend des téléphones mobiles en Afrique, au Moyen-Orient, en Asie du Sud-Est, en Asie du Sud et en Amérique latine mais pas en Chine, d'où l'entreprise est originaire. Elle exploite les marques de téléphones mobiles Tecno, Itel et Infinix, ainsi que le service d'assistance après-vente Carlcare et la marque d'accessoires Oraimo. Transsion fabrique ses téléphones en Chine, en Éthiopie, au Bangladesh, en Inde et au Pakistan. Transsion a été la première entreprise de téléphonie mobile non africaine à mettre en place un réseau de service après-vente en Afrique.
Le succès de Transsion sur le marché africain a été attribué à l'adaptation des fonctionnalités de ses téléphones aux besoins du marché africain. Les téléphones de Transsion offrent une fonctionnalité qui calibre les expositions de l'appareil photo pour les tons chair plus foncés, permettant ainsi de conserver les détails du visage[réf. nécessaire]. Transsion a développé des téléphones dotés de la fonctionnalité double SIM, qui ont été bien accueillis car les utilisateurs africains utilisaient généralement plus d'une carte SIM à la fois pour économiser de l'argent[réf. nécessaire]. Transsion a lancé des téléphones dotés d'une batterie longue durée, adaptés aux faibles taux d'électrification en Afrique et à la propension aux pannes de courant,,. Les téléphones prenaient en charge plusieurs langues africaines et Tecno a été la première grande marque de téléphones mobiles en Éthiopie à inclure la prise en charge d'un clavier amharique. Transsion fait une forte publicité pour ses marques de téléphones mobiles en Afrique,.
Outre ses succès sur le marché africain, Transsion fait partie des marques de smartphones à la croissance la plus rapide en Inde, avec une croissance annuelle de 40 % en 2019. L'entreprise est également la marque numéro un sur le marché des smartphones d'entrée de gamme.
Les téléphones mobiles de Transsion sont pour la plupart d'entrée de gamme ou de milieu de gamme inférieur et ne sont donc pas destinés à une clientèle professionnelle[réf. nécessaire].

## Sources et références
1. 1 2 3 4  投資界, « 傳音手機：非洲手機市場的封王之路 - StockFeel 股感 », sur 傳音手機：非洲手機市場的封王之路 - StockFeel 股感StockFeel 股感,‎ 23 août 2018 (consulté le 31 août 2023)
2. 1 2 3 4  « 「非洲之王」传音：出海手机厂商的另类封王之路 | 极客公园 », sur GeekPark (consulté le 31 août 2023)
3. 1 2 3  « 坚挺十多年，隐藏在非洲的中国手机巨头_投资界 », sur news.pedaily.cn (consulté le 31 août 2023)
4. 1 2 3 4  (en) Abdi Latif Dahir, « A low-profile, Chinese handset maker has taken over Africa’s mobile market », sur Quartz, 30 août 2018 (consulté le 31 août 2023)
5. ↑  Manek, « Africa's Smartphone Market Declines Despite Strong Performance of Region's Biggest Markets », IDC, 12 mars 2018 (consulté le 5 janvier 2019)
6. ↑  sina_mobile, « 重组失败 传音能否“走出非洲” », sur finance.sina.cn,‎ 19 juin 2018 (consulté le 31 août 2023)
7. ↑  « 深圳传音控股股份有限公司 », www.transsion.com (consulté le 11 juillet 2020)
8. ↑  (en-US) « Transsion, maker of TECNO & Infinix smartphones, is now a public listed company », MobiTrends Kenya - Smartphones & Tech News, 30 septembre 2019 (consulté le 11 juillet 2020)
9. ↑  (en-US) Chenze, « Transsion is now one of the world's largest smartphone vendors », Android Kenya, 27 juillet 2023 (consulté le 8 août 2023)
10. 1 2  « Transsion, le « roi » chinois du smartphone en Afrique », Le Monde.fr,‎ 7 janvier 2024 (lire en ligne, consulté le 8 janvier 2024)
11. ↑  Tom Hancock, « China’s Transsion dominates African mobile phone market », Financial Times,‎ 19 novembre 2017 (lire en ligne, consulté le 31 août 2023)
12. ↑  (zh) 瑩綺 賴, « 大陸隱形冠軍 傳音手機 在非洲銷量第1 », China Times,‎ 21 novembre 2017 (lire en ligne, consulté le 2 janvier 2019)
13. ↑  (en-US) Chenze, « Transsion: the making of a juggernaut », Android Kenya, 18 mai 2023 (consulté le 8 août 2023)
14. ↑  Jain, « India Smartphone Shipments Reached a Record-High 49 Million units Defying the Economic Slowdown Trends in Other Sectors », Counterpoint Research, 24 octobre 2019 (consulté le 11 décembre 2019)